# 張家輝
張家輝（英語：Nick Cheung Ka Fai，1964年12月2日—），香港男演員、歌手、監製及電影導演；曾為亞洲電視及無綫電視旗下藝人。

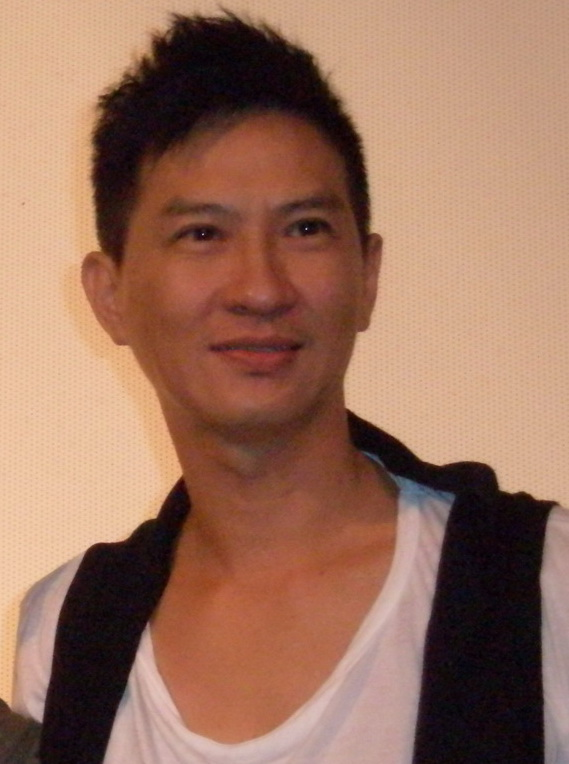
張家輝於2010年8月24日參加電影《綫人》在江蘇首映禮的宣傳活動。

## 演藝生涯

### 生平
張家輝於從影時期以來曾兩度獲得香港電影金像獎最佳男主角以及一次金马奖最佳男主角，其演技備受肯定。張家輝在加入影視圈前曾為香港警務人員，編號為17560。
他於1990年加入亞洲電視擔任演員，曾在多部劇集中擔任主角，但他亦坦承在該台演出沒有人看而感到心灰意冷，其後也多次公開場合批評亞視。另外張家輝亦曾經在電影《賭俠1999》中有一段恥笑亞視的演出，因為其於亞視出身，所以為電影增加了一個笑點。該段演出目前依然為網民所津津樂道。
他於1995年轉至無綫電視，拍攝多部大熱劇集如《妙手仁心》和《天地豪情》等令其知名度大增，獲王晶賞識於《賭俠1999》中飾演第二男主角「化骨龍」成名。之後數年成為影視兩棲演員，由於其充滿幽默細胞，獲得王晶導演賞識，開拍的新片，多由他擔任喜劇片男主角；後來再轉型為沉鬱的英雄風格，拍攝多部懸疑、動作和警匪片，深受圈內外人士讚賞，更先後2008年張家輝憑著的兩套電影《証人》及《激戰》兩度奪得金像影帝，奠定其一線影星地位。在《激戰》中飾演的角色「賤輝」更一度成為港澳人的熱門談論話題。轉型後的張家輝間中亦會接拍喜劇，維持喜劇時期的深厚幽默細胞。個人方面，他在亞視工作時認識當時的一線花旦關詠荷，兩人於2003年結婚，育有一名女兒。

### 早年生活
張家輝在石硖尾的木屋區出生和成長，曾居住在白田邨1座和石硖尾邨21座。父親是警察。早年父母離異，隨母親長大，家境貧苦。家中有三個姐姐，在張家輝的成長過程中，大姐對他影響最深。張家輝自小不愛讀書，曾就讀白田天主教小學和石硤尾官立小學（1977年上午校）。在十四歲就讀中二時曾在五金工場做學徒幫補家計。他讀至中三時輟學投考皇家香港警察少年訓練學校（1981年8月6日至1983年8月；1983年8月再於警察訓練學校受訓22週，1983年12月畢業），其當時的願望是任職重案組督察。

### 入行經過
他在畢業後擔任軍裝和機動部隊警員，直至1984年被調往交通意外調查組。後來他獲得機會調往刑事偵緝處當便衣探員，由於調查組的上司不允許他的調職申請，結果張家輝於1987年決定辭職。辭職後與朋友合作經營汽車生意，卻以失敗收場。之後一位任職副導演的舊同學介紹他加入李修賢的「萬能影業」做幕後人員，由場記做起。當年李修賢特別欣賞張家輝做過警察，於是在1989年安排他拍攝第一部電影《壯志雄心》。，自此開始其演員生涯。

### 香港亞洲電視時期
基於電影處男作《壯志雄心》的演出，1989年張家輝在亞洲電視挖角潮的大環境中，被高薪邀請加入亞洲電視。效力亞洲電視其間，他大多擔綱一線角色。
加入亞視後張首部參演為監製陳木勝的警匪劇集《赤子雄風》，首次拍劇已飾演反派。其後演出不同類型角色，包括《銀狐》中的奸險小人、《賭神秘笈》中的搞笑角色、《九命奇冤梁天來》中的悲情角色及《飛哥正傳》中的反叛少年等。於亞視期間，張家輝同時於電視台及影圈雙線發展。早於1990年，他便已在劉偉強的導演處女作《朋黨》中第一次擔正。雖然亞視長年收視積弱，但他於亞視的劇集演出卻讓其知名度越來越大，演技愈趨成熟，踏入1995年，張家輝約滿亞洲電視，他選擇轉投無綫電視。

### 香港無綫電視時期
正當劇集《赤子雄風》尚在籌備階段，隸屬亞視藝員的張家輝應轉職無綫電視的藝員科經理陳灌明邀請，借將TVB後參與拍攝劇集《天若有情》。
1994年，TVB一綫演員流失的情況加劇，黃秋生、劉青雲、吳鎮宇、劉錫明、邵仲衡等無綫力棒當家小生相繼離巢並轉戰影壇或前往中國大陸及台灣發展，因此有必要引入新血填補。至1995年他跟亞視約滿後，才正式簽約無綫電視，簽約後不久曾經因事請假9個月在南非投靠親友，一度考慮離開演藝圈。1996年因姐姐病重自南非返回香港。
1998年，張家輝因演出《天地豪情》中的大反派「甘量宏」一角而備受觀眾注意，演技受到好評，人氣急升，是他演藝事業的轉捩點；同年又播出另一套他有份參演的熱爆劇集《妙手仁心》，他於年尾奪得1998年萬千星輝頒獎典禮“戲劇組螢幕大躍進獎項”，並獲得王晶賞識，拍攝《賭俠1999》而重回電影圈。在無綫時期，張家輝曾參與演出《騙中傳奇》、《金裝四大才子》等多部劇集，2001年後拍攝完成《勇探實錄》（原名《警察故事》）後以部頭約形式與無綫合作拍攝電視劇，2004年曾憑台慶劇《天涯俠醫》中的角色王甫芬而獲得Astro華麗台電視劇大獎2006“我的至愛角色”獎項。《天涯俠醫》亦是張家輝目前為止最後一部非客串的無綫電視劇集（此後曾在2007年的無綫電視處境劇《同事三分親》客串食客），從此張家輝與無綫結束9年的賓主關係，淡出電視圈。

### 轉戰電影界
1998年起，張家輝與王晶等導演合作拍攝了多部搞笑賭片。期間雖然也拍攝了《二人三足》等其它題材電影，但未能引起反響。2002年起，張家輝刻意轉型，改變戲路，大幅減少接拍喜劇電影。特別是與杜琪峰、林超賢等導演合作後，確立了其更沉鬱的正劇風格。在2005年的《黑社會》飾演飛機，其中進食湯匙一幕更令觀眾印象深刻。
1999年至2008年，張家輝曾憑《賭俠1999》、《黑社會以和為貴》、《出埃及記》中的角色獲得1999年、2007年、2008年香港電影金像獎最佳男配角獎提名。
2008年張家輝有三部電影上映，除了有《保持通話》、《我的老婆是賭聖》之外`，還有一部影響他日後在電影圈地位的電影《證人》上映。《證人》是張家輝與導演林超賢自2001年《走投有路》以後事隔多年的合作，張家輝在《證人》裡扮演心狠手辣卻對妻子充滿溫情的綁匪“洪荊”，此角色後來陸續為張家輝在他的電影生涯先後獲得了包括香港電影評論學會大獎、台灣金馬獎、亞太影展、金像獎等7項影帝榮譽。這電影對張家輝的星途帶來了很大的影響，在2009年初，香港電影評論學會給了張家輝影帝獎項的時候，他在致辭時把自己比喻作一架名牌工廠內不起眼的失修機器的，沒有人注意，但這個獎項就像潤滑油，令他繼續運作。
2011年張家輝憑《線人》中的角色李滄東获得香港電影金像獎最佳男主角提名，後再憑《大追捕》中哑巴王遠陽一角，获得2012年台灣金馬獎最佳男主角提名和2013年香港電影金像獎最佳男主角提名。2013年3月，獲頒香港電影工作者總會2012年度電影傑出表現男演員獎。
張家輝是一個認真的演員，不管扮演任何角色都是瞓身投入。2013年，他在林超賢導演的電影《激戰》中飾演一位 MMA 拳手，為了增強說服力，花了半年時間，聘用私人教練作專業指導以苦練自己的身材。期間用了整整一個月，每天吃三十隻蛋白，還曾在臨近拍攝前狂吃白飯增肥，再經過三天脫水以讓肌肉線條更乾更美。拍攝時還因動作演員在一場高利貸主持刀闖入的戲份意外碰傷了左手，令張家輝當時的左手小拇指被折斷成Ｓ形。但是憑藉他在《激戰》精彩的演繹，他獲得了第十六屆上海國際電影節最佳男演員獎，第二十屆香港電影評論學會大獎最佳男演員獎及再次獲得香港電影金像獎最佳男主角殊榮。電影《激戰》還是是2013年度香港上映的華語電影票房冠軍，而張家輝為演出此片而達成的健身成果，成為香港市民熱議的話題。
自再次拿下最佳男主角獎後，張家輝轉型為導演，先後執導《盂蘭神功》和《陀地驅魔人》。而2018年，推出籌備了兩年並自導自演的電影《低壓槽》，接受訪問時表示電影中所有的服裝、場景及戲中的數十個角色，也會自己先演一次，希望演員做到他的要求。

## 個人生活
關詠荷與張家輝曾在亞洲電視相識，1992年拍攝《龍在江湖（李小龍傳）》時正式成為戀人。二人於1995年至1996年張家輝遠遁南非期間曾短暫分手，1996年張家輝因大姐病重，返回香港後復合。2003年12月8日兩人在澳洲悉尼結婚，婚後張家輝曾驗出患有輕度地中海貧血症，但後來證實不會影響下一代。女兒於2006年出生。
張家輝入行后即被傳媒形容長相酷似歌神張學友。他曾表示曾於1990年代中後期經常在報章雜誌上看到張學友并曾誤認為是他自己的新聞見報。而他與張學友亦份屬多年老友，更是曾經表示私下同張學友的關係親密，生活中有任何問題亦都會向張學友請教；就像親兄弟般無所不談。2014年8月，張家輝在第二次獲得金像獎影帝后做客中國湖南衛視的訪談節目《新聞當事人》，在節目中表情嚴肅的表示張學友其實是他的親大哥；“以前我不公開我跟他的關係，是因為我不想靠我的哥，到現在我拿獎了，就公開我跟他的關係，他是我的親哥。”隨後引起兩岸三地一片嘩然，“張學友、張家輝、兄弟”即成為大中華區各大門戶網站的搜索熱門詞彙，此影片亦被中國內地的網友剪輯後上傳至社交網絡，並在微信朋友圈內廣為流行，讓不少網友信以為真。隨後張家輝表示因為同張學友的關係真的猶如親兄弟般親密，並且兩人的樣貌實在太像所以才同大家開這樣一個玩笑。而張學友亦在此後向傳媒調侃要回家問一下媽媽當年有沒有做錯事所以現在突然會有一個親弟弟出現。
2007年赴雲南拍攝《紅河》時曾患上抑鬱症，經求醫服藥後痊癒。
2019年，張家輝有個幸福的家庭，一家三口經常和白雪仙有聚會，太太關詠荷一直將家庭打理得頭頭是道，也因為家輝是一個很溫柔而有耐性的爸爸，正因為這一點，女兒對他十分信任。

## 綜藝節目
- 1993年：亞洲電視《1993年度亞洲小姐競選》決賽表演嘉賓
- 1997年：無綫電視《點解旅遊咁好玩》之《永安旅遊話你知：點解日本咁好玩》主持
- 2009年：無綫電視《現代塵世美》第三輯主持
- 2010年：湖南衛視《勇往直前》2010年11月21日：嘉賓
- 2014年：湖南衛視《天天向上》2014年4月18日：嘉賓
- 2014年：浙江衛視《12道锋味》第一季嘉賓

## 舞台劇
| 年份 | 劇名           |
| 1987 | 《家》         |
| 2000 | 《拾夢新城》   |
| 2010 | 《陪我看電視》 |

## 電台廣播劇
| 年份     | 電台     | 劇名                           | 角色           |
| 約1998年 | 香港電台 | 《香港屠夫為我倆作見證》       | 李俊           |
| 約1998年 | 香港電台 | 《娛樂滿天愛情劇 之 他的女人》 | 阿泰           |
| 1998年   | 香港電台 | 《三十三，結婚唔結婚》         | 文深           |
| 2000年   | 香港電台 | 《臉兒甜如糖》                 | 的士司機唐家祥 |
| 2000年   |          | 《決戰紫禁之巔》               |                |
| 2001年   | 新城電台 | 《男人，你要爭氣！》           |                |
| 年份不詳 | 香港電台 | 《創Ka童話》中的廣播劇         | 老師           |

## 音樂

### 演唱會
| 年份   | 演唱會                      |
| 2001年 | 《903張家輝貼身拉闊音樂會》 |

### 音樂專輯
| 年份   | 專輯         | 曲目 |
| 2000年 | 《愛得起》EP | 曲目 1. 愛得起 2. 假的希望 3. 下意識 4. 讓我走 5. 離不開 6. 愛沒太多理由（張家輝 / 關詠荷合唱《金裝四大才子》電視劇插曲）                                              |
| 2001年 | 《對你傾訴》 | 曲目 1. 寧願最傷心的給我自己 2. 直至有你之後 3. 如何對你傾訴 4. 顧家輝 5. 有愛易辦事 6. 體溫 7. 刺傷我 8. 無常 9. 學會忘記 10. 循環線 11. 別把傷心回憶放進行李（國語） |

### 單曲
| 主演電視劇中的歌曲 | 主演電視劇中的歌曲 | 主演電視劇中的歌曲 | 主演電視劇中的歌曲 | 主演電視劇中的歌曲                                            | 主演電視劇中的歌曲 |
| ------------------ | ------------------ | ------------------ | ------------------ | ------------------------------------------------------------- | ------------------ |
| 年份               | 片名               | 性質               | 歌曲               | 備註                                                          | 首次收錄專輯       |
| 1993年             | 馬場風雲           | 主題曲             | 「驅策命運」       |                                                               | 未曾收錄           |
| 1999年             | 騙中傳奇           | 主題曲             | 「偷天」           |                                                               | 《EEG千禧精選》    |
| 1999年             | 賭俠1999           | 插曲               | 「浪子心聲」       | 與劉德華合唱                                                  | 《回家真好》       |
| 2000年             | 寶蓮燈             | 片尾曲             | 「越過黑暗」       |                                                               | 《英皇盛世Vol.1》  |
| 2000年             | 金裝四大才子       | 主題曲             | 「君子好逑」       | 與關詠荷、歐陽震華、翁虹、 林家棟、陳松齡、魏駿傑、文頌嫻合唱 | 《英皇盛世Vol.1》  |
| 2001年             | 勇探實錄           | 主題曲             | 「無常」           |                                                               | 《對你傾訴》       |
| 2001年             | 天空下的緣分       | 片尾曲             | 「日光浴」         | 粵語版為「有愛易辦事」                                        | 未曾收錄           |
| 2003年             | 十萬噸情緣         | 主題曲             | 「全速前進」       |                                                               | 未曾收錄           |

### 派台歌曲成績
| 派台歌曲上榜最高位置 | 派台歌曲上榜最高位置 | 派台歌曲上榜最高位置 | 派台歌曲上榜最高位置 | 派台歌曲上榜最高位置 | 派台歌曲上榜最高位置 | 派台歌曲上榜最高位置                  | 派台歌曲上榜最高位置                  |
| -------------------- | -------------------- | -------------------- | -------------------- | -------------------- | -------------------- | ------------------------------------- | ------------------------------------- |
| 唱片                 | 歌曲                 | 903                  | RTHK                 | 997                  | TVB                  | 備註                                  | 備註                                  |
| 2000年               |                      |                      |                      |                      |                      |                                       |                                       |
| 愛得起               | 愛得起               | 16                   | 9                    | 3                    | 10                   |                                       |                                       |
| 愛得起               | 下意識               | 6                    | 13                   | 6                    | -                    |                                       |                                       |
| 對你傾訴             | 刺傷我               | 19                   | -                    | -                    | -                    |                                       |                                       |
| 2001年               |                      |                      |                      |                      |                      |                                       |                                       |
| 對你傾訴             | 寧願最傷心的給我自己 | 14                   | 11                   | 6                    | 6                    |                                       |                                       |
| 對你傾訴             | 如何對你傾訴         | 16                   | -                    | -                    | -                    |                                       |                                       |
| 2015年               |                      |                      |                      |                      |                      |                                       |                                       |
|                      | 你是我心愛的姑娘     | -                    | -                    | -                    | -                    | 翻唱汪峰作品 電影《陀地驅魔人》主題曲 | 翻唱汪峰作品 電影《陀地驅魔人》主題曲 |
| 派台歌曲成績（五台） |                      |                      |                      |                      |                      |                                       |                                       |
| 唱片                 | 歌曲                 | 903                  | RTHK                 | 997                  | TVB                  | ViuTV                                 | 備註                                  |
| 2025年               |                      |                      |                      |                      |                      |                                       |                                       |
|                      | 永遠的失眠           | -                    | 10                   | 1                    | 11                   | 2                                     | 首支冠軍歌 電影《贖夢》主題曲         |

| 各台冠軍歌總數 | 各台冠軍歌總數 | 各台冠軍歌總數 | 各台冠軍歌總數 | 各台冠軍歌總數 | 各台冠軍歌總數    | 各台冠軍歌總數    |
| -------------- | -------------- | -------------- | -------------- | -------------- | ----------------- | ----------------- |
| 四台a          | 903            | RTHK           | 997            | TVB            | 備註              | 備註              |
| 四台a          | 0              | 0              | 1              | 0              | 四台冠軍歌總數：0 | 四台冠軍歌總數：0 |
| 五台b          | 903            | RTHK           | 997            | TVB            | ViuTV             | 備註              |
| 五台b          | 0              | 0              | 1              | 0              | 0                 | 五台冠軍歌總數：0 |

- （*）仍在榜上
- （-）未能上榜
- （×）沒有派往該台
- ^  注解a：包括2025年後的冠軍歌曲
- ^  注解b：2025年起

### 音樂錄影帶
| 年 份 | 歌曲      | 歌手           | 收錄                 |
| 2009  | I'm Sorry | （蔡卓妍主唱） | （收錄於「二缺一」） |

## 政府宣傳片
- 2014年 - 提高警覺 留意山泥傾瀉警告宣傳片

## 廣告
- 2010, 2013年 - 英皇金融證券集團旗下英皇金業代言人[56]
- 2013-2018年 - 小林製藥清新安美露代言人
- 2017年 - 江西贪玩信息技术有限公司推出的网页游戏贪玩蓝月代言人[57]
- 2021年 - 《現在•規劃未來 - A Man and A Plan》微電影 友邦保險代言人 [58]
- 2021年 - 數碼通No.1 5G 代言人

## 其他
| 年份   | 其他 |
| 1998年 | 參與第10屆CASH流行曲創作大賽代為演繹國語歌曲「過去現在與將來」（後被改編為他首張粵語專輯主打歌《愛得起》） |
| 2015年 | 參與暴走大事件給大家拜年                                                                                   |

## 慈善活动
| 活动                                                                 |
| 為香港教育慈善組織苗圃行動的苗圃助學大使。                           |
| 獲得《東周刊》舉辦的「香港服務大獎2011」的「2011年度慈善之星」獎項。 |

## 外部連結
- 張家輝的Facebook專頁
- 張家輝的新浪微博
- 張家輝的新浪博客
- 張家輝在互联网电影资料库（IMDb）上的資料（英文）
- 張家輝在香港影庫上的簡介
- 張家輝在豆瓣上的资料（简体中文）
- 張家輝在时光网上的簡介（简体中文）
- 在AllMovie上張家輝的頁面（英文）